# Radical Dreamers – Nusumenai Hōseki
Radical Dreamers – Nusumenai Hōseki (jap. ラジカル・ドリーマーズ -盗めない宝石-, Rajikaru Dorīmāzu – Nusumenai hōseki, dt. Radical Dreamers – Das unstehlbare Juwel) ist ein 1996 erschienenes Videospiel des japanischen Spieleunternehmens Square für Nintendos SNES-Spielkonsole. Es handelt sich um eine Visual Novel mit Action-Elementen, welches als Nachfolger des sehr erfolgreichen Spiels Chrono Trigger bezeichnet werden kann. Radical Dreamers stellt einen von Squares Beiträgen zu Nintendos gescheitertem SNES-Addon-System Satellaview dar.
Im Spiel ist es das Ziel des Helden Serge mit der Unterstützung zweier Freunde die legendäre „Gefrorene Flamme“ zu stehlen, wobei sich die Story bei einem erneuten Durchspielen (ein sogenanntes „New Game +“) in mehrere Pfade mit unterschiedlichem Storyverlauf aufspaltet. Einige Elemente des Plots des Vorgängers Chrono Trigger werden dabei aufgenommen.
Ursprünglich wurde das Spiel nur in Japan veröffentlicht und nie offiziell in andere Sprachen übersetzt. Das ist für die geringe Bekanntheit im Westen verantwortlich. Allerdings wurden die Handlung und Figuren in Chrono Cross wiederverwertet, welches in den USA erschienen ist und große Erfolge feierte.
Außerdem gibt es eine inoffizielle englische Übersetzung des Spiels von Demiforce. Auf dieser basierend ist inzwischen auch eine deutsche Version erschienen.
Für den Soundtrack des Spiels zeichnet Yasunori Mitsuda verantwortlich, der auch die musikalische Untermalung der Pre- und Sequels übernahm und mit seinem Stil die Grundstimmung der Serie mitprägte.